# Anglais indien
L’anglais indien est un ensemble de variétés de l’anglais parlées en Inde et par la diaspora indienne.